# Národní park Forlandet
Národní park Forlandet (norsky Forlandet nasjonalpark) se nachází na arktickém souostroví Špicberky, které je pod správou Norska. Národní park byl založen 1. června 1973 a spravuje ho instituce Direktoratet for naturforvaltning spadající pod norské ministerstvo životního prostředí.
Území parku zahrnuje ostrov Prins Karls Forland spolu s menšími ostrovy u jeho pobřeží a okolním mořem. Ostrov je neobydlený, nacházejí se na něm jen pozůstatky někdejších velrybářských táborů. Nejbližším sídlem je Ny-Ålesund. K návštěvě parku je třeba povolení guvernéra, je zde zakázáno používání motorových vozidel a jiné rušení zvěře i odhazování odpadků.
Park má rozlohu 4647 km², z toho 616 km² tvoří pevnina. Nejvyšší horou je Monacofjellet (1084 m n. m.). Prins Karls Forland je nejzápadnějším ostrovem Špicberků a zasahuje sem vliv Golfského proudu, takže podnebí je vlhčí a teplejší než na sousedních ostrovech. Z geologického hlediska jde o hrásť tvořenou metamorfovanými horninami, pokrývá ho převážně tundra a ledovce. Ostrov je výrazně protáhlý v severojižním směru a na šířku měří maximálně 11 km. Pobřeží je lemováno strmými útesy, na severu se nachází mys Fuglehuken vysoký 583 metrů. Vnitrozemí ostrova vyplňuje pohoří Grampianfjella, které na jihu přechází do nížiny Forlandsletta.
Žije zde nejsevernější světová populace tuleně obecného. Národní park obývají také medvěd lední, liška polární a mrož lední, v moři se vyskytuje narval a keporkak. Součástí národního parku jsou také ornitologické přírodní rezervace Forlandsøyane a Plankeholmane, kam je v době hnízdění od června do srpna vstup zakázán. K nejhojnějším místním druhům patří alkoun úzkozobý, kajka mořská, berneška bělolící, hoholka lední a lyskonoh ploskozobý. Park byl vyhlášen významným ptačím územím a vztahuje se na něj Ramsarská úmluva.